# کاروانسرای خواجه ابوالحسن
کاروانسرای خواجه ابوالحسن مربوط به دوره زند است و در شهرجویم و بخش جویم، جنب دبستان شهید باهنر واقع شده و این اثر در تاریخ ۱۹ مرداد ۱۳۸۴ با شمارهٔ ثبت ۱۲۷۰۵ به‌عنوان یکی از آثار ملی ایران به ثبت رسیده است.